# Descolonización de África

Una imagen animada muestra el orden de la independencia de los países africanos. (1950-2011)

La descolonización de África tuvo lugar en el lapso comprendido entre mediados de la década de 1950 hasta 1975, con cambios de régimen repentinos y radicales en el continente a medida que las colonias realizaban la transición a estados independientes. El proceso fue a menudo desordenado, caracterizado por la agitación política, los disturbios generalizados y las revueltas organizadas. Fueron parte de este proceso la guerra de Argelia en la Argelia francesa, la Guerra de Independencia de Angola en la Angola portuguesa, la crisis del Congo en el Congo Belga, el levantamiento del Mau Mau en la Kenia británica y la guerra civil de Nigeria en el estado secesionista de Biafra.
Francia tenía la mayor cantidad de colonias en África con 35 colonias, seguida de Gran Bretaña con 32. Como resultado de la descolonización, 32 países obtuvieron la independencia de Francia y 28 del Reino Unido.
El Comité Especial de Descolonización de la Organización de las Naciones Unidas reconoce a Sahara Occidental como uno de los Territorios No Autónomos.

## Antecedentes

Fechas de independencia de los países africanos

Mapa del África colonial en 1947, después de finalizar la Segunda Guerra Mundial. Pocos años después se iniciaría la descolonización de África.

La mayor parte de África había sido colonizada durante el Reparto de África, en medio del período conocido como Nuevo Imperialismo, durante la segunda mitad del siglo XIX. Tras la Primera Guerra Mundial, los movimientos independentistas africanos tomaron relevancia, que culminaría en el proceso de descolonización. En algunos países la independencia se obtuvo de forma pacífica, mientras que en otros se consiguió mediante el uso de las armas. Entre estos últimos, la guerra de Independencia de Argelia (1954-1962) y la guerra colonial portuguesa (1961-1975) fueron las más violentas. es
En 1958, luego de un referéndum, se creó la Comunidad Francesa, que reunía a Francia y las entonces colonias con excepción de Guinea, que votó en contra de integrarse a esta entidad y proclamó su independencia; dos años más tarde, todas las colonias francesas se independizaron. La descolonización, sin embargo, no ha acabado, ya que el Sáhara Occidental sigue bajo administración colonial española de iure, e invadido por Marruecos en virtud de los ilegalizados Acuerdos de Madrid.
Durante el Reparto de África en el siglo XIX, las potencias europeas delimitaron África en la Conferencia de Berlín de 1884 y 1885, basándose en el paradigma europeo de estado-nación. En 1914, con excepción de Etiopía y Liberia, la totalidad del territorio africano estaba controlado por las potencias europeas. Francia e Inglaterra contaban con mayores posesiones, pero Alemania, Bélgica, España, Italia, Portugal y Turquía también tenían colonias. 

Las consecuencias de este proceso de colonización fueron variadas, como la pérdida de recursos naturales, devastación económica, confusión cultural, división geopolítica y subyugación política. El último país en ser colonizado fue la actual Etiopía, que resistió independiente hasta el 5 de mayo de 1936.
En la actualidad, casi todos los países europeos se han retirado de territorio africano. Solo Australia, España, Francia, Noruega, Portugal y el Reino Unido mantienen el control de pequeñas islas frente a las costas africanas. España es el único que mantiene presencia en el continente propiamente dicho, ya que dos ciudades de su costa noroccidental (Ceuta y Melilla) permanecen también bajo control español.[cita requerida]

## Causas
El proceso de descolonización de África fue el resultado de la articulación de una serie de factores, de carácter externo e interno.
Entre los factores externos están los profundos cambios producidos por la Primera y la Segunda Guerra Mundial; la fundación de la Organización de las Naciones Unidas; la creación del Movimiento de Países No Alineados; las particulares circunstancias de la Guerra Fría, con la polarización entre Estados Unidos y la URSS; el apoyo político y armamentístico de la URSS a los movimientos de tendencia marxista o comunista; y la derrota de Francia en la Guerra de Independencia de Indochina, entre otros.
En la década de 1930, las potencias coloniales habían cultivado, a veces inadvertidamente, una pequeña élite de líderes africanos educados en universidades occidentales, donde se familiarizaron con ideas tales como la autodeterminación. Algunos de estos líderes, como Jomo Kenyatta (Kenia) o Nnamdi Azikiwe (Nigeria) llegarían a ser presidentes de sus países luego de la independencia. Kwame Nkrumah (Ghana), formado en Estados Unidos y Gran Bretaña, fue uno de los impulsores de la independencia de su país y reconocido panafricanista. Léopold Sédar Senghor, formado en Francia, poeta, fue el primer presidente de Senegal. Julius Nyerere, primer presidente de Tanzania, fue un reconocido panafricanista e impulsor del socialismo africano.
Simultáneamente, se fundaban periódicos orientados a la difusión de las nuevas ideas políticas, como el African Morning Post, el West African Pilot, o el The Comet, entre otros.
Los líderes africanos se dieron cuenta de que África había sido clave a la hora de ganar la Segunda Guerra Mundial. Desde el punto de vista africano, las colonias estaban ayudando a sus señores colonos a combatir a un enemigo desconocido sin mencionar la palabra independencia. Algunos líderes como Verwoerd y Vorster de la Unión Sudafricana apoyaron a Hitler mientras que la mayoría de los gobernadores de las colonias francesas reconocieron lealtad al gobierno de Vichy hasta 1943. La propaganda alemana durante la guerra tuvo un papel muy importante en este desafío al poder británico. Debido a que Japón había comenzado su proceso imperialista en el lejano oriente, se produjo una escasez de materiales como el caucho y algunos minerales. África se vio obligada a hacer frente a esta escasez, beneficiándose enormemente de dicho cambio: las industrias locales emergentes trajeron nuevos pueblos, y las ciudades existentes doblaron su tamaño, crecimiento social e industrial trajo más alfabetización y con ella los periódicos pro-independentistas.[cita requerida]
En 1945, finalizada la Segunda Guerra Mundial, los delegados de 50 naciones se reunieron en el marco de la Conferencia de San Francisco, creando la Organización de las Naciones Unidas en sustitución de la Sociedad de Naciones. En su carta fundacional se estableció el "principio de igualdad de derechos y autodeterminación de los pueblos", Las derivaciones políticas y jurídicas de este principio implicaban el derecho de todo pueblo a exigir su independencia. Las grandes potencias imperiales plantearon su oposición, ante el riesgo implícito de perder sus privilegios. Churchill se opuso a la posibilidad de que la ONU se hiciera cargo transitoriamente de la tutela de los territorios colonizados antes de su efectiva independencia.
Tras la Segunda Guerra Mundial, y deseando quitarse la carga económica de mantener grandes imperios, las fuerzas aliadas prometieron la independencia de África.[cita requerida]

## Desarrollo del proceso de descolonización
Algunas regiones lograron su independencia con anterioridad a mediados del siglo XX, aunque a partir de 1960 el proceso se aceleró y consolidó en la mayoría de los países africanos. 

En solo unos meses de 1960, Francia perdió su dominio sobre Camerún, Togo, Malí, Madagascar, Benín, Níger, Burkina Faso, Costa de Marfil, Chad, República Centroafricana, República del Congo y Gabón. La Resolución 1514 de la Asamblea General de las Naciones Unidas aprobada en diciembre de 1960 formalizó el proceso de descolonización que, con el liderazgo de África, tenía alcance mundial.
| País                                                                     | Nombre colonial | Potencia colonial             | Fecha de la independencia                                                    | Observaciones |
| ------------------------------------------------------------------------ | --- | ----------------------------- | ---------------------------------------------------------------------------- | --- |
| Liberia                                                                  | Liberia | Estados Unidos                | 26 de julio de 1847                                                          | Liberia anexaría más adelante otras colonias formadas por ex esclavos afroamericanos. Liberia no sería reconocida por los Estados Unidos hasta 1862. |
| Sudáfrica (como Unión Sudafricana)                                       | Colonia del Cabo Colonia de Natal Colonia del Río Orange Colonia de Transvaal                                                    | Reino Unido                   | 31 de mayo de 1910                                                           | La Unión Sudafricana se constituyó mediante el Acta de Sudáfrica de 1909 que entró en vigor el 31 de mayo de 1910. El 11 de diciembre de 1931 obtuvo mayores poderes de autogobierno a través del Estatuto de Westminster de 1931 que fue seguido por la transformación en república después del Referéndum republicano de Sudáfrica de 1960. |
| Egipto (como Reino de Egipto)                                            | Sultanato de Egipto | Reino Unido                   | 28 de febrero de 1922                                                        | En 1919, la Revolución egipcia fue el antecedente que culminaría el 28 de febrero de 1922 cuando el gobierno británico emitió la Declaración Unilateral de Independencia de Egipto, mediante la que puso fin unilateralmente a su protectorado sobre Egipto y le otorgó la independencia nominal. Egipto obtuvo su independencia plena el 18 de junio de 1953, como consecuencia de la Revolución egipcia de 1952.                                                                                                  |
| Eritrea                                                                  | Eritrea italiana | Italia                        | 10 de febrero de 1947                                                        | Eritrea fue ocupada por tropas del Reino Unido durante la Campaña de África Oriental. El 10 de febrero de 1947, como consecuencia de la firma del Tratado de París, Italia perdió sus colonias. En la década de 1950, Naciones Unidas entregó a Etiopía el territorio de la actual Eritrea. Tras décadas de enfrentamientos, mediante un referéndum se definió la independencia de Eritrea. |
| Libia (como Reino de Libia)                                              | Libia italiana | Italia Reino Unido            | 24 de diciembre de 1951                                                      | Italia mantuvo el control del actual territorio de Libia entre 1911 y 1943, cuando lo perdió como consecuencia de la derrota en la Segunda Guerra Mundial. Libia quedó bajo administración de la ONU y logró la independencia en 1951. |
| Sudán                                                                    | Sudán anglo-egipcio | Reino Unido Egipto            | 1 de enero de 1956                                                           | El Acuerdo de Condominio Anglo-Egipcio de 1899 establecía que Sudán debería ser gobernado conjuntamente por Egipto y Gran Bretaña, pero con el poder real en manos británicas. Sudán logró su independencia el 1 de enero de 1956, dando comienzo a un período de tensiones internas. El 9 de julio de 2011, la región sur de Sudán logró su independencia y se convirtió en la República de Sudán del Sur. |
| Sudán del Sur                                                            | Sudán anglo-egipcio | Reino Unido Egipto            | 1 de enero de 1956                                                           | El Acuerdo de Condominio Anglo-Egipcio de 1899 establecía que Sudán debería ser gobernado conjuntamente por Egipto y Gran Bretaña, pero con el poder real en manos británicas. Sudán logró su independencia el 1 de enero de 1956, dando comienzo a un período de tensiones internas. El 9 de julio de 2011, la región sur de Sudán logró su independencia y se convirtió en la República de Sudán del Sur. |
| Túnez (como Reino de Túnez)                                              | Protectorado francés de Túnez | Francia                       | 20 de marzo de 1956                                                          | Los movimientos reformistas comenzaron en las primeras décadas del siglo XX y se intensificaron hacia 1934. En 1955 Túnez consigue el autogobierno y el 20 de marzo de 1956 obtiene la independencia. |
| Marruecos                                                                | Protectorado francés de Marruecos Zona Internacional de Tánger Protectorado español de Marruecos África Occidental Española Ifni | Francia España Estados Unidos | 2 de marzo de 1956 7 de abril de 1956 10 de abril de 1958 4 de enero de 1969 | El 2 de marzo y el 7 de abril de 1956 finalizaron los protectorados francés y español respectivamente sobre los territorios. En 2 de abril de 1958 se estableció la soberanía marroquí sobre Cabo Juby. El 4 de enero de 1969 España transfiere al Reino de Marruecos su soberanía sobre la región de Ifni. |
| Ghana (como Dominio de Ghana)                                            | Costa de Oro británica | Reino Unido                   | 6 de marzo de 1957                                                           | Costa de Oro se independizó con el nombre de Ghana el 6 de marzo de 1957, luego del resultado de las Elecciones generales de 1956. Ghana fue el primer país independiente del África Subsahariana en ingresar en la Mancomunidad de Naciones, (Commonwealth). |
| Guinea                                                                   | África Occidental Francesa | Francia                       | 2 de octubre de 1958                                                         | Como consecuencia del referéndum realizado el 28 de septiembre de 1958, Francia concedió la independencia a su antigua colonia el 2 de octubre de 1958. |
| Camerún                                                                  | Camerún francés | Francia                       | 1 de enero de 1960                                                           | Alemania estableció el Protectorado de Camerún en 1884. Gran Bretaña y Francia ocuparon el territorio durante la Primera Guerra Mundial. Finalizado el conflicto, Francia conservó alrededor del 80% por ciento del territorio y Gran Bretaña el 20% restante. El Camerún francés se independizó el 1 de enero de 1960. La parte de territorio bajo dominio británico se subdividió entre el actual Camerún y Nigeria.                                                                                              |
| Togo                                                                     | Togolandia francesa | Francia                       | 27 de abril de 1960                                                          | En 1884, el territorio que incluía al actual Togo era un protectorado alemán llamado Togolandia. Después de la Primera Guerra Mundial, el gobierno de a región se transfirió a Francia con el nombre de Togolandia francesa. Inicialmente parte de la Comunidad Francesa, Togo obtuvo su independencia el 27 de abril de 1960. |
| Mali                                                                     | África Occidental Francesa | Francia                       | 20 de junio de 1960                                                          | Francia se expandió desde Senegal, tomó el control de la región en la década de 1890 y la incorporó al África Occidental Francesa como Sudán francés. En 1960, el Sudán francés se independizó de Francia y se convirtió en la Federación de Malí. Pocos meses después el territorio se subdividió en las actuales repúblicas de Senegal y Malí. |
| Senegal                                                                  | África Occidental Francesa | Francia                       | 20 de junio de 1960                                                          | Francia se expandió desde Senegal, tomó el control de la región en la década de 1890 y la incorporó al África Occidental Francesa como Sudán francés. En 1960, el Sudán francés se independizó de Francia y se convirtió en la Federación de Malí. Pocos meses después el territorio se subdividió en las actuales repúblicas de Senegal y Malí. |
| Madagascar                                                               | Madagascar francés | Francia                       | 26 de junio de 1960                                                          | Francia estableció un protectorado sobre la isla de Madagascar hacia fines de 1885. Las duras condiciones impuestas impulsaron una serie de movimientos independentistas que, si bien fueron duramente sofocados, fueron el antecedente de la independencia lograda el 26 de junio de 1960. |
| República Democrática del Congo (como República del Congo (Léopoldville) | Congo Belga | Bélgica                       | 30 de junio de 1960                                                          | En el año 1885, el entonces rey Leopoldo II declaró "propiedad privada" de la corona el territorio de la actual República Democrática del Congo. Lo administró con el nombre de "Estado Independiente del Congo" hasta 1908, cuando lo cedió al estado como colonia. Luego de las reuniones de la Mesa Redonda Belgo-Congolesa, el 30 de junio de 1960 la República Democrática del Congo logró su independencia.                                                                                                   |
| Somalia (como Somalilandia)                                              | Somalia Británica Fideicomiso de Somalia                                                                                         | Reino Unido Italia            | 26 de junio de 1960 1 de julio de 1960                                       | El territorio de la actual Somalia estaba subdividido en dos colonias, el norte bajo dominio británico con el nombre de Somalia Británica y el sur bajo dominio italiano denominado Fideicomiso de Somalia. El 26 de junio de 1960 el sector bajo dominio británico logró su independencia y el sector italiano quedó bajo control de la ONU. La unificación de ambos sectores se concretó el 1 de julio de 1960, con el nombre de República de Somalia.                                                            |
| Benín (como República de Dahomey)                                        | África Occidental Francesa | Francia                       | 1 de agosto de 1960                                                          | En 1959, la entonces colonia se integró a la Comunidad Francesa como estado autónomo, dando inicio al proceso por el cual logró su independencia el 1 de agosto de 1960, con la denominación de República de Dahomey. En 1975 adquirió el nombre de República de Benín. |
| Níger                                                                    | África Occidental Francesa | Francia                       | 3 de agosto de 1960                                                          | Francia comenzó su dominio hacia finales del siglo XIX y estableció una administración colonial en 1922. En diciembre de 1958 Níger se integró a la Comunidad Francesa como estado autónomo y el 3 de agosto de 1960 obtuvo su independencia plena. |
| Burkina Faso (como Alto Volta]                                           | África Occidental Francesa | Francia                       | 5 de agosto de 1960                                                          | El territorio de la actual Burkina Faso fue ocupado por Francia a finales del siglo XIX. En 1919 se consolidó como colonia con el nombre de Alto Volta. El 5 de agosto de 1960 el país logró su independencia como República Independiente del Alto Volta. |
| Costa de Marfil                                                          | África Occidental Francesa | Francia                       | 7 de agosto de 1960                                                          | Costa de Marfil (a veces llemada Cote d'Ivoire], formó parte de la Comunidad Francesa de 1904 a 1958 y territorio de ultramar y colonia bajo la Tercera República. Logró su plena independencia el 7 de agosto de 1960. |
| Chad                                                                     | África Ecuatorial Francesa | Francia                       | 11 de agosto de 1960                                                         | Hacia 1910 Francia había incorporado gran parte del territorio al África Ecuatorial Francesa. Luego de un referéndum realizado a fines de 1958, Chad adquirió estatus de república como parte de la Comunidad Francesa. El 11 de agosto de 1960 obtuvo su independencia. |
| República Centroafricana                                                 | África Ecuatorial Francesa | Francia                       | 13 de agosto de 1960                                                         | A principios del siglo XX Francia creó la colonia de Ubangui-Chari, la actual República Centroafricana. Junto con la actual República del Congo, Gabón y Chad integraban una entidad superior llamada África Ecuatorial Francesa. Luego del referéndum de 1958 la antigua colonia se integró como estado autónomo a la Comunidad Francesa y el 13 de agosto de 1960 obtuvo su independencia. |
| República del Congo                                                      | África Ecuatorial Francesa | Francia                       | 15 de agosto de 1960                                                         | Hacia 1908 la colonia de Medio Congo, (actual República del Congo) formaba parte de la región entonces conocida como África Ecuatorial Francesa junto con Gabón, Chad y Ubangui-Chari (hoy en día la República Centroafricana). El referéndum convocado hacia fines de 1958 determinó la creación del estado autónomo de la República del Congo, integrado a la Comunidad Francesa. El 15 de agosto de 1960 se proclamó su independencia.                                                                           |
| Gabón                                                                    | África Ecuatorial Francesa | Francia                       | 17 de agosto de 1960                                                         | La colonia del Gabón francés, al igual que el resto de los territorios de la región del África Ecuatorial Francesa, evolucionó como estado autónomo dentro de la Comunidad Francesa, hasta lograr su independencia el 17 de agosto de 1960. |
| Nigeria                                                                  | Colonia de Nigeria Camerún británico                                                                                             | Reino Unido                   | 1 de octubre de 1960 1 de junio de 1961 1 de octubre de 1961                 | La República de Nigeria obtuvo su independencia el 1 de octubre de 1960. En 1961 el territorio de Camerún que permanecía bajo dominio británico se subdividió. La parte septentrional se anexó a Nigeria el 1 de junio y la parte meridional se integró a la ya independiente República de Camerún el 1 de octubre. |
| Mauritania                                                               | África Occidental Francesa | Francia                       | 28 de noviembre de 1960                                                      | La Colonia de Mauritania se estableció a mediados del siglo XIX. El 1958 luego de un referéndum Mauritania adoptó el estatus legal de estado autónomo y el 28 de noviembre de 1960 loogró su independencia plena. |
| Sierra Leona                                                             | Colonia y Protectorado de Sierra Leona                                                                                           | Reino Unido                   | 27 de abril de 1961                                                          | Hacia 1924, el actual territorio de Sierra Leona estaba subdividido en un protectorado y una colonia, con sistemas diferenciados. Hacia 1960 ambos sectores se unificaron y enviaron una delegación a Gran Bretaña a fin de negociar la independencia, que finalmente fue lograda el 27 de abril de 1961. |
| Tanganica                                                                | Tanganica | Reino Unido                   | 9 de diciembre de 1961                                                       | En 1889 Alemania estableció un protectorado sobre la parte continental de la actual Tanzania. Finalizada la Primera Guerra Mundial, la Sociedad de Naciones otorgó a Gran Bretaña el dominio sobre el territorio. Tanganica logró su independencia el 9 de diciembre de 1961. En 1964 se unió con la excolonia británica de Zanzíbar formando la actual Tanzania. |
| Burundi (como Reino de Burundi)                                          | Ruanda-Urundi | Bélgica                       | 1 de julio de 1962                                                           | Luego de la Primera Guerra Mundial, Alemania perdió su dominio sobre África Oriental Alemana. Una pequeña parte del territorio quedó en poder de Bélgica con el nombre Ruanda-Urundi, que al dividirse formaron los estados de Ruanda y Burundi. Ambos se independizaron el 1 de julio de 1962. |
| Ruanda                                                                   | Ruanda-Urundi | Bélgica                       | 1 de julio de 1962                                                           | Luego de la Primera Guerra Mundial, Alemania perdió su dominio sobre África Oriental Alemana. Una pequeña parte del territorio quedó en poder de Bélgica con el nombre Ruanda-Urundi, que al dividirse formaron los estados de Ruanda y Burundi. Ambos se independizaron el 1 de julio de 1962. |
| Argelia                                                                  | Argelia francesa | Francia                       | 5 de julio de 1962                                                           | Luego de más de un siglo de dominio francés, comenzó la guerra por la independencia, finalizada en las negociaciones que culminaron en los acuerdos de Évian. Este proceso permitió que Francia reconociera de independencia de Argelia el 5 de julio de 1962. |
| Uganda                                                                   | Protectorado de Uganda | Reino Unido                   | 9 de octubre de 1962                                                         | El dominio británico sobre el territorio se consolidó en 1894 al establecerse el Protectorado de Uganda, activo hasta el 9 de octubre de 1962, cuando el país se independizó oficialmente de Gran Bretaña. |
| Kenia                                                                    | Colonia y Protectorado de Kenia                                                                                                  | Reino Unido                   | 12 de diciembre de 1963                                                      | El rechazo a la presencia británica en Kenia y las características de su gobierno dio lugar a la formación de un movimiento de resistencia conocido como Mau Mau, duramente reprimido por las autoridades coloniales. Tras años de enfrentamientos, Kenia logró su independencia el 12 de diciembre de 1963. |
| Sultanato de Zanzíbar                                                    | Sultanato de Zanzíbar | Reino Unido                   | 10 de diciembre de 1963                                                      | En 1890 se estableció el protectorado británico sobre Zanzíbar. El país recuperó su independencia en diciembre de 1963 y se unió con la recientemente independiente Tanganica. |
| Malaui                                                                   | Nyasalandia | Reino Unido                   | 6 de julio de 1964                                                           | En 1998 la actual Malaui estaba bajo dominio británico con el nombre de Protectorado Británico de África Central. Renombrado como Nyasalandia, adquirió el estatus de miembro autónomo de la Comunidad Británica de Naciones, el 6 de julio de 1964. |
| Zambia                                                                   | Rodesia del Norte | Reino Unido                   | 24 de octubre de 1964                                                        | La actual Zambia fue un antiguo protectorado británico llamado Rodesia del Norte establecido en 1911, a partir de una concesión comercial previa controalada por la Compañía Británica de Sudáfrica. Luego de una transición no violenta, obtuvo su independencia el 24 de octubre de 1964. |
| Gambia                                                                   | Colonia y Protectorado de Gambia                                                                                                 | Reino Unido                   | 18 de febrero de 1965                                                        | La actual república de Gambia fue una colonia y protectorado británicos hasta el 18 de febrero de 1965, cuando adquiere el estatus de estado miembro de la Comunidad Británica de Naciones, con la estructura de monarquía constitucional y aún sin total autonomía política. En 1970, luego de un referéndum, se proclama la república. |
| Rodesia Zimbabue                                                         | Rodesia del Sur | Reino Unido                   | 11 de noviembre de 1965 17 de abril de 1980                                  | El 11 de noviembre de 1965, Ian Douglas Smith, entonces primer ministro y representante de la minoría blanca, declaró el fin de la soberanía británica sobre el territorio de la entonces colonia Rodesia del Sur. El gobierno central y la ONU rechazaron su postura. La Guerra civil de Rodesia fue la consecuencia inmediata de estos hechos. En 1979 se llevaron a cabo negociaciones y se llegó a un acuerdo que puso fin al conflicto. El 17 de abril de 1980 se proclamó la República de Zimbabue.           |
| Botsuana                                                                 | Bechuanalandia | Reino Unido                   | 30 de septiembre de 1966                                                     | En 1889 se estableció el protectorado británico de Bechuanalandia, a fin de preservar el territorio habitado por pueblos tsuana de ser integrado a la Unión Sudafricana o a Rodesia. El 30 de septiembre de 1966 logró su independencia. |
| Lesoto                                                                   | Basutolandia | Reino Unido                   | 4 de octubre de 1966                                                         | El territorio del actual Lesoto fue un protectorado británico desde 1869 y luego colonia británica desde 1884, con el nombre de Basutolandia. El 4 de octubre de 1966 obtuvo su independencia bajo el nombre de Reino de Lesoto. |
| Mauricio                                                                 | Mauricio británico | Reino Unido                   | 12 de marzo de 1968                                                          | La isla de Mauricio y la región aledaña quedaron bajo dominio británico a partir de 1810, en el marco de las guerras napoleónicas. El 12 de marzo de 1968 la antigua colonia obtuvo su independencia, con excepción del archipiélago de Chagos, que permanece bajo dominio británico. |
| Suazilandia                                                              | Suazilandia | Reino Unido                   | 6 de septiembre de 1968                                                      | El imperio británico concedió autonomía al territorio de la actual Esuatini (entonces Suazilandia), desde fines del siglo XIX, y la independencia el 6 de septiembre de 1968. En 2018, a 50 años de su independencia, el rey Mswati III decidió cambiar el nombre Suazilandia por el actual, que representa de un modo más exacto su identidad étnica. |
| Guinea Ecuatorial                                                        | Guinea Española | España                        | 12 de octubre de 1968                                                        | España mantuvo durante casi dos siglos su dominio sobre el territorio de la actual Guinea Ecuatorial. El 12 de octubre de 1968 logró su independencia. |
| Guinea-Bisáu                                                             | Guinea Portuguesa | Portugal                      | 24 de septiembre de 1973 10 de septiembre de 1974                            | Como resultado de la guerra de Independencia de Guinea-Bisáu, la Asamblea Nacional Popular proclamó la indepedencia de la República de Guinea-Bissau el 24 de septiembre de 1973. Portugal reconoció la independencia de su excolonia el 10 de septiembre de 1974. |
| Mozambique (como República Popular de Mozambique)                        | África Oriental Portuguesa | Portugal                      | 25 de junio de 1975                                                          | La independencia de Mozambique se estableció en 25 de junio de 1975, como resultado de la Guerra de Independencia y del cambio de políticas luego de la revolución de los claveles, que derrocó al antiguo régimen. |
| Cabo Verde                                                               | Cabo Verde portugués | Portugal                      | 5 de julio de 1975                                                           | La independencia de Cabo Verde está estrechamente relacionada con la de Guinea Bisáu. El Partido Africano para la Independencia de Guinea y Cabo Verde proclamó la independencia de Cabo Verde el 5 de julio de 1975 y gobernó ambos países como una entidad unificada hasta 1981. |
| Comoras                                                                  | Comoras Francesas | Francia                       | 6 de julio de 1975                                                           | El archipiélago de las Comoras, compuesto por las islas de Mayotte, Anjouan, Mohéli y Gran Comora, declaró su independencia de Francia el 6 de julio de 1975. Los residentes de Mayotte votaron a favor de permanecer bajo el dominio de Francia, por lo que conserva el estatus de Departamento de ultramar francés. |
| Santo Tomé y Príncipe                                                    | Santo Tomé y Príncipe portugués                                                                                                  | Portugal                      | 12 de julio de 1975                                                          | Portugal comenzó la colonización de las islas en 1493. La colonia obtuvo su independencia el 12 de julio de 1975 con el nombre de República Democrática independiente de Santo Tomé y Príncipe. |
| Angola [como República Popular de Angola)                                | África Occidental Portuguesa | Portugal                      | 11 de noviembre de 1975                                                      | La presencia portuguesa en el actual territorio de Angola comenzó en el siglo XVI y en 1914 ya era formalmente una colonia. La guerra de la Independencia y los acuerdos de Alvor que le dieron fin, fueron los antecedentes inmediatos de la independencia de Angola, establecida el 11 de noviembre de 1975. |
| Seychelles                                                               | Seychelles | Reino Unido                   | 29 de junio de 1976                                                          | El territorio de las Seychelles estuvo bajo disputa entre Francia y Reino Unido, hasta 1814, cuando quedó bajo el dominio británico. El 29 de junio de 1976 logró su independencia. |
| Yibuti                                                                   | Territorio Francés de los Afars y de los Issas                                                                                   | Francia                       | 27 de junio de 1977                                                          | La actual república de Yibuti fue una colonia francesa nombrada sucesivamente Somalia francesa de 1896 a 1967, y Territorio Francés de los Afars y de los Issas desde 1967 hasta en 27 de junio de 1977, cuando obtuvo su independencia y adoptó el nombre actual. |
| República Árabe Saharaui Democrática                                     | Sahara español Provincias Meridionales                                                                                           | España Marruecos              | 27 de febrero de 1976 sin definición                                         | El dominio colonial español terminó de facto sobre el Sahara Occidental (entonces Sahara español) tras el Acuerdo Tripartito de Madrid, cuando el territorio se dividió entre Mauritania y Marruecos. La descolonización del Sáhara Occidental sigue pendiente, mientras que la República Árabe Saharaui Democrática, que controla solo una pequeña parte del territorio, sostiene su independencia. |
| Namibia                                                                  | África del Sudoeste | Sudáfrica                     | 21 de marzo de 1990                                                          | El 1915 Sudáfrica ocupó la colonia entonces conocida como África del Sudoeste Alemana, y la administró como mandato hasta después de la Segunda Guerra Mundial, cuando la anexó a su territorio. En 1966 el movimiento SWAPO inició una guerra de independencia luego de que Sudáfrica se negara a cumplir la orden de Naciones Unidas de retirarse. En 1988, como consecuencia de la Guerra de la frontera Sudáfrica retiró sus tropas de la actual Namibia, que consagró su independencia el 21 de marzo de 1990. |

## Consecuencias
Con excepción de la guerra de Argelia, en la mayoría de las colonias británicas y francesas, los dos mayores colonizadores de África, la transición a la independencia se produjo de forma pacífica. En la conclusión de la descolonización, África sufría una gran inestabilidad política, pobreza económica y dependencia de las potencias debido a la deuda pública. La inestabilidad política nació de la introducción en África de ideología marxista o de la influencia capitalista, así como de las diferencias raciales, que incitaban a guerras civiles, formándose grupos nacionalistas negros, que participaban en ataques violentos contra los colonos blancos, intentando así poner fin al gobierno de la minoría blanca.
Las fronteras decididas generalmente de manera arbitraria por las potencias europeas durante la colonización fue otra fuente de violencia, ya que algunas de las nuevas naciones no estaban de acuerdo con el trazado de límites poco respetuosos de las comunidades. 
Algunos conflictos vinculados a la delimitación de las fronteras subsistieron hasta el siglo XXI, como el que enfrentó a Etiopía y Eritrea, Sudán y Etiopía, o Kenia y Somalia. La Unión Africana estableció en 2007 el Programa de Fronteras, a fin de facilitar la resolución de los conflictos limítrofes.
Ante la disminución de la presencia de los estados coloniales en los países de África, se incrementó la influencia de Estados Unidos, la ex URSS y más recientemente China, a menudo materializada mediante grandes obras de infraestructura, ayuda económica o humanitaria. El expresidente del Banco Central de Nigeria señaló que estas inversiones o apoyos responden a los intereses económicos y políticos de los países que los desarrollan más que a los países receptores.
Eric Hobsbawm señala que en muchos casos, particularmente en las excolonias francesas, británicas o belgas, la independencia solo tuvo un carácter formal, ya que los nuevos estados mantenían los antiguos vínculos de dependencia económica y cultural. En el plano cultural, en la mayoría de los países recientemente independizados se verifica la permanencia del idioma, de los contenidos y sistemas educativos y de las estructuras de formación docente, entre otros aspectos vinculados a la educación.